# Ján Gabriel (1962)
Ján Gabriel (* 18. dubna 1962, Trnava) je bývalý slovenský fotbalový obránce.

## Fotbalová kariéra
Hrál za Spartak Trnava, RH Cheb, Bursaspor, Zeytinburnuspor a DAC Dunajská Streda. V československé lize nastoupil v 195 utkáních a dal 24 góly.

## Ligová bilance
| Ročník                                      | Zápasy | Góly | Klub                        |
| ------------------------------------------- | ------ | ---- | --------------------------- |
| 1. československá fotbalová liga 1980/81    | 2      | 0    | Spartak Trnava              |
| 1. československá fotbalová liga 1981/82    | 4      | 0    | RH Cheb                     |
| 1. československá fotbalová liga 1982/83    | 3      | 0    | RH Cheb                     |
| 1. československá fotbalová liga 1983/84    | 28     | 3    | Spartak Trnava              |
| 1. československá fotbalová liga 1984/85    | 22     | 3    | Spartak Trnava              |
| 1. československá fotbalová liga 1985/86    | 30     | 2    | Spartak Trnava              |
| 1. československá fotbalová liga 1986/87    | 29     | 3    | Spartak Trnava              |
| 1. československá fotbalová liga 1987/88    | 25     | 2    | Spartak Trnava              |
| 1. československá fotbalová liga 1988/89    | 23     | 7    | Spartak Trnava              |
| 1. československá fotbalová liga 1989/90    | 29     | 4    | Spartak Trnava              |
| 1. slovenská národní fotbalová liga 1990/91 | -      | -    | Spartak Trnava              |
| 1. turecká fotbalová liga 1991/92           | 25     | 2    | Bursaspor                   |
| 1. turecká fotbalová liga 1992/93           | 29     | 1    | Bursaspor                   |
| 1. turecká fotbalová liga 1993/94           | 27     | 1    | Zeytinburnuspor             |
| 1. slovenská fotbalová liga 1994/95         | 28     | 2    | FC Spartak Trnava           |
| 1. slovenská fotbalová liga 1995/96         | 18     | 1    | FC Spartak Trnava           |
| 1. slovenská fotbalová liga 1996/97         | 14     | 0    | FC Spartak Trnava           |
| Mars superliga 1997/98                      | 9      | 0    | FC DAC 1904 Dunajská Streda |
| CELKEM                                      | 345    | 31   |                             |